# Truth or dare?
Truth or dare?는 파티 게임 중 하나로, "Truth or Dare?"라고 질문하면 대답자가 "Truth" 또는 "Dare"이라고 대답한다. "Truth"라고 대답하면, 진실만을 얘기해야 하기 때문에, 질문자는 곤란한 질문을 한다. "Dare"이라고 대답하면 질문자가 대답자에게 아주 곤란한 일을 시키는 게임이다.

## 역사
이 게임은 수 세기 동안 존재해 왔으며, 적어도 한 가지 변형인 "질문 및 명령"이 1712년에 이미 존재했다.
사령관이 질문하는 질문에 답하기 위해 과목을 입찰하는 크리스마스 게임이다. 피험자가 사령관을 거부하거나 사령관을 만족시키지 못하면, 그는 명령에 따라 몰수하거나 그의 얼굴을 더럽히지 않아야 한다.

## 규칙
플레이어 1은 다른 플레이어에게 "Truth"나 "Dare"을 선택하도록 요청하여 게임을 시작한다. 플레이어 2가 "Truth"를 선택하면 플레이어 1은 질문을 한다. 질문은 보통 플레이어 2가 정직하게 대답해야하는 난처한 질문이다. 플레이어 2가 대신 "Dare"를 선택하면 플레이어 2는 당황스럽고 위험한 일을 해야 한다. 플레이어 1이 시키는 난처한 이야기를 하거나 부끄러운 행동을 하면 된다.